# Młyny (gmina)
Młyny (1941–1944 Krakowiec, 1934–39 Gnojnice) – dawna gmina wiejska istniejąca w latach 1945–1954 w woj. rzeszowskim (dzisiejsze woj. podkarpackie). Nazwa gminy pochodzi od wsi Młyny, lecz siedzibą władz gminy były Dunkowice (obecnie Duńkowice).
Gmina została utworzona po II wojnie światowej, w 1944 roku, w powiecie jarosławskim, w woj. rzeszowskim z zachodniej części przedwojennej gminy Gnojnice (należącej do powiatu jaworowskiego w woj. lwowskim) która pozostała w Polsce (pod okupacją niemiecką w Polsce gminę Gnojnice zniesiono, włączając ją do nowo utworzonej gminy Krakowiec).
Według stanu z dnia 1 lipca 1952 roku gmina składała się z 5 gromad: Budzyń, Chałupki Chotynieckie, Chotyniec, Hruszowice, Korczowe i Młyny. 
Gmina została zniesiona 29 września 1954 roku wraz z reformą wprowadzającą gromady w miejsce gmin. Jednostki nie przywrócono 1 stycznia 1973 roku po reaktywowaniu gmin.